# Josep Playà i Suñer
Josep Playà i Suñer (Manresa, 1860 - Barcelona, 1924) va ser un enginyer català.
Fou l'enginyer encarregat de l'arribada de la línia dels Ferrocarrils de Catalunya a Sabadell el 1922. Playà va rebre l'encàrrec de la Barcelona Traction, Light and Power, la companyia canadenca que havia electrificat la indústria catalana. Josep Playà va traçar el trajecte fins a la Rambla per damunt del carrer de l'Horta Novella, però, davant la protesta dels federals, la companyia va haver de modificar el projecte i va construir el túnel que s'inaugurà el setembre de 1925. Playà és autor també d'altres obres d'enginyeria, entre les quals, seguint les tendències que havia marcat Gustave Eiffel, el pont per a vianants –construït el 1909– a l'estació de Centelles sobre la línia de Barcelona a Puigcerdà.